# Antonio López Herranz
José Antonio López Herranz (Madrid, España, 4 de mayo de 1913 - Los Ángeles, Estados Unidos, 1 de enero de 1959) fue un futbolista y entrenador español naturalizado mexicano. Jugó como delantero para el Real Madrid y Hércules CF de España, y los clubes mexicanos Real Club España, Club de Fútbol Asturias y Club América. 
Como entrenador, alzó la corona con el Club León y fue director técnico de la selección mexicana en las Copas del Mundo de Suiza 1954 y Suecia 1958.

## Participaciones en Copas del Mundo

### Como entrenador
| Mundial                        | Sede   | Resultado    |
| ------------------------------ | ------ | ------------ |
| Copa Mundial de Fútbol de 1954 | Suiza  | Primera fase |
| Copa Mundial de Fútbol de 1958 | Suecia | Primera fase |